# فريدريش يوليوس همر
فريدريش يوليوس همر (بالألمانية: Julius Hammer)‏ (و. 1810 – 1862 م) هو شاعر، ومؤلف، وكاتب ألماني، ولد في درسدن، توفي عن عمر يناهز 52 عاماً.